# Финал Кубка Швеции по футболу 1942
Финал Кубка Швеции по футболу 1942 — финальный матч 2-го розыгрыша Кубка Швеции по футболу, который состоялся 18 октября 1942 года на стадионе «Росунда» в Стокгольме.

## Путь к финалу
| ГАИС      | ГАИС       | Стадия     | Эльфсборг       | Эльфсборг  |
| --------- | ---------- | ---------- | --------------- | ---------- |
| Соперник  | Результат  | Раунд      | Соперник        | Результат  |
| Верданди  | 6:4 (д.в.) | 1-й раунд  | Норрчёпинг      | 3:1        |
| Авеста    | 2:1 (д.в.) | 2-й раунд  | Домшё           | 5:2 (д.в.) |
| Дегерфорс | 6:1        | 1/4 финала | Биллингсфорс    | 8:1        |
| Хальмстад | 3:1        | 1/2 финала | ИФК Эскильстуна | 2:1        |

## Отчёт о матче
| ГАИС                 | 2:1      | Эльфсборг          |
| -------------------- | -------- | ------------------ |
| - Шён 27′ - Линд 72′ | Протокол | - Эмануэльссон 31′ |

| ГАИС:              |
| Нильс Юханссон     |
| Рольф Густафссон   |
| Арне Густафссон    |
| Бертиль Юханссон   |
| Фольке Линд        |
| Сикстен Росенквист |
| Оке Шён            |
| Йёте Шёстен        |
| Свен Якобссон      |
| Бенгт Моссберг     |
| Руне Эстлинг       |
| Тренер:            |
| Хельге Лильебьёрн  |

| Эльфсборг:         |
| Оке Сандберг       |
| Свен Хернквист     |
| Арне Сандгрен      |
| Йёста Даль         |
| Арвид Эмануэльссон |
| Карл-Эрик Гран     |
| Гиллис Андерссон   |
| Эверт Гран         |
| Кнут Юханссон      |
| Свен Юнассон       |
| Хуго Люден         |
| Тренер:            |
| Свен Закрисон      |